# Hariharapallathadka, Sulya
Hariharapallathadka là một làng thuộc tehsil Sulya, huyện Dakshina Kannada, bang Karnataka, Ấn Độ.